# Ptilodactyla multifaria
Ptilodactyla multifaria là một loài bọ cánh cứng trong họ Ptilodactylidae. Loài này được Satô miêu tả khoa học năm 1979.